# Joanna Grabowska

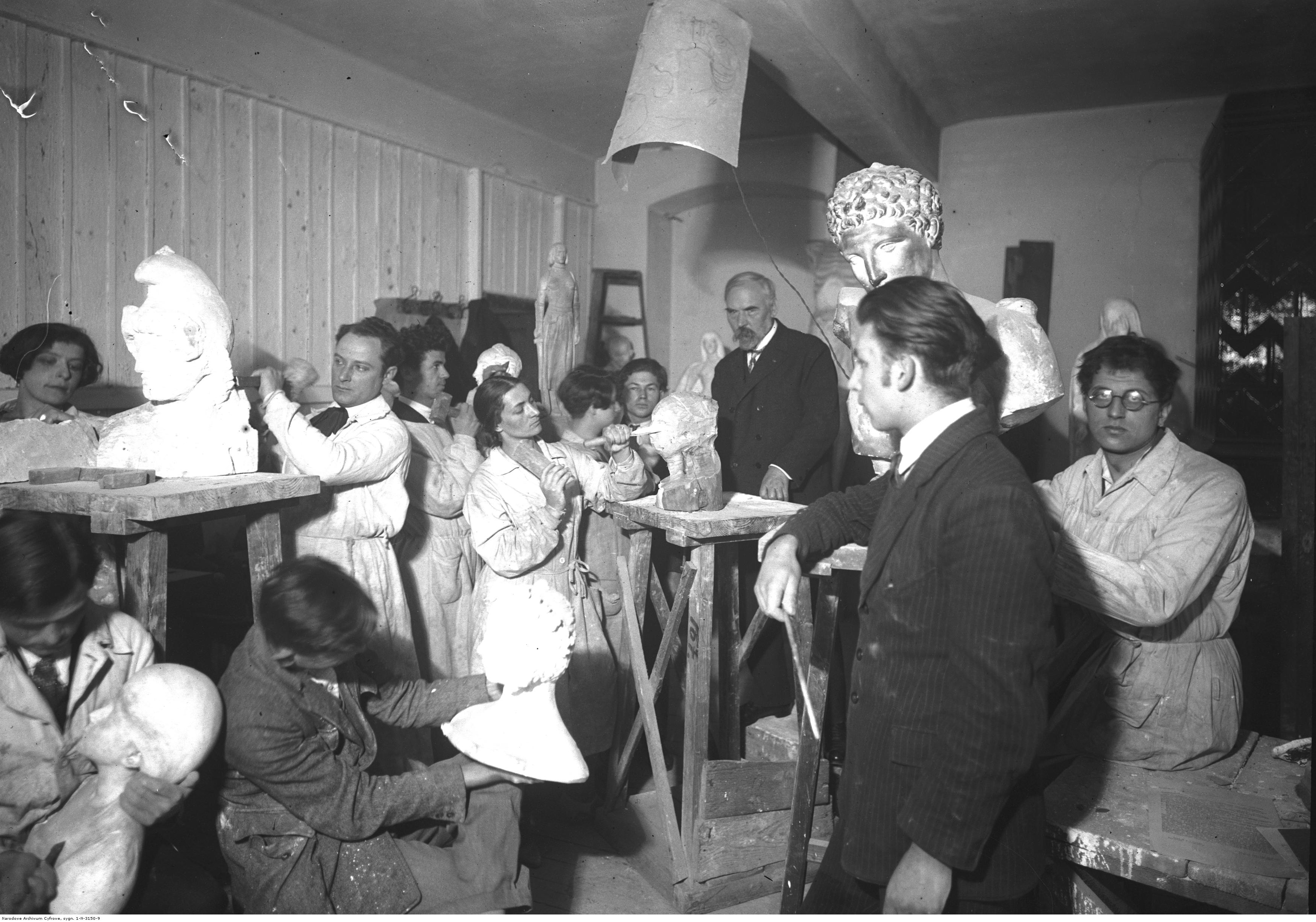
W pracowni prof. K. Laszczki. Pierwsza od lewej Roma Szereszewska

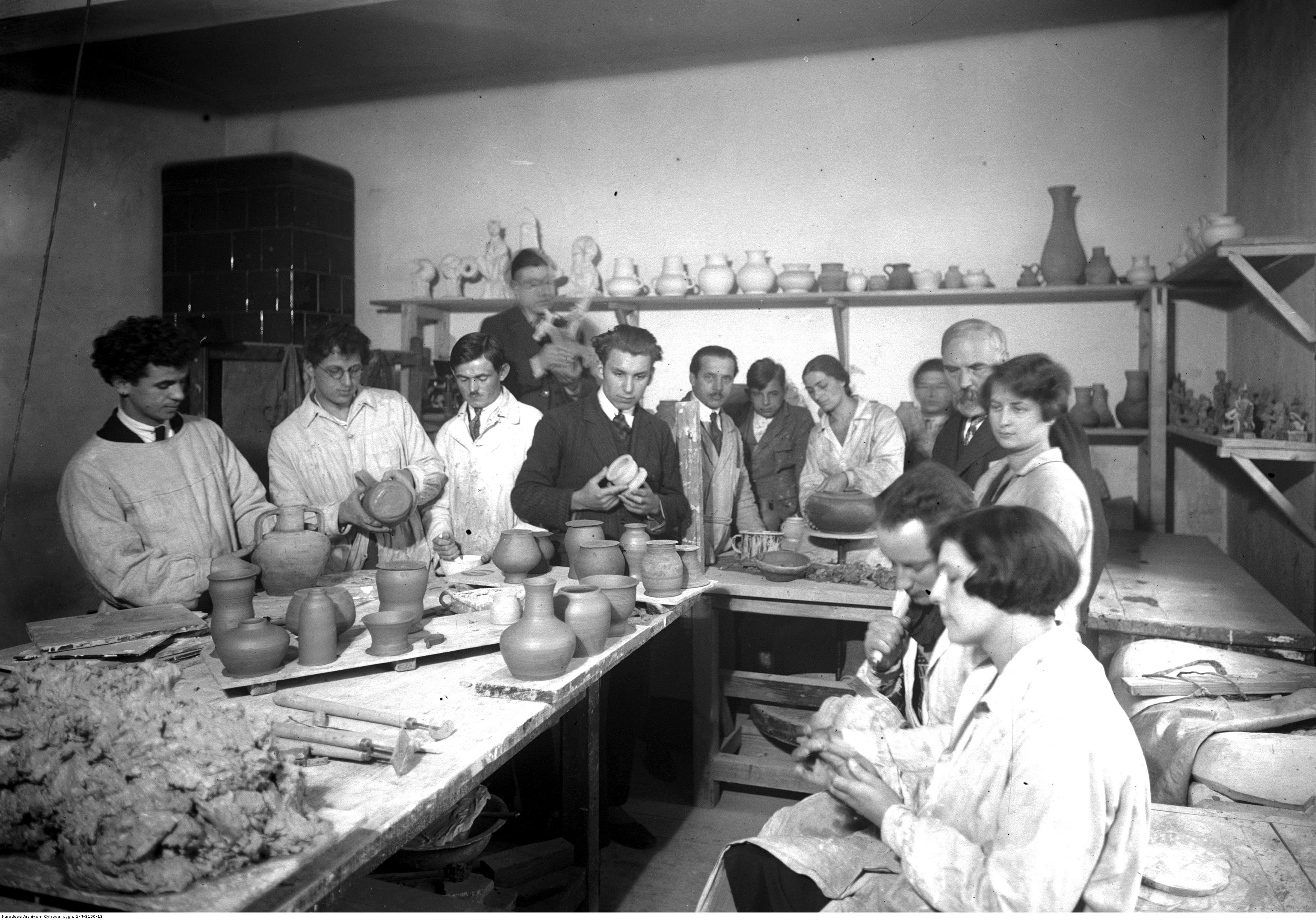
W pracowni prof. K. Laszczki. Roma Szereszewska pierwsza od prawej

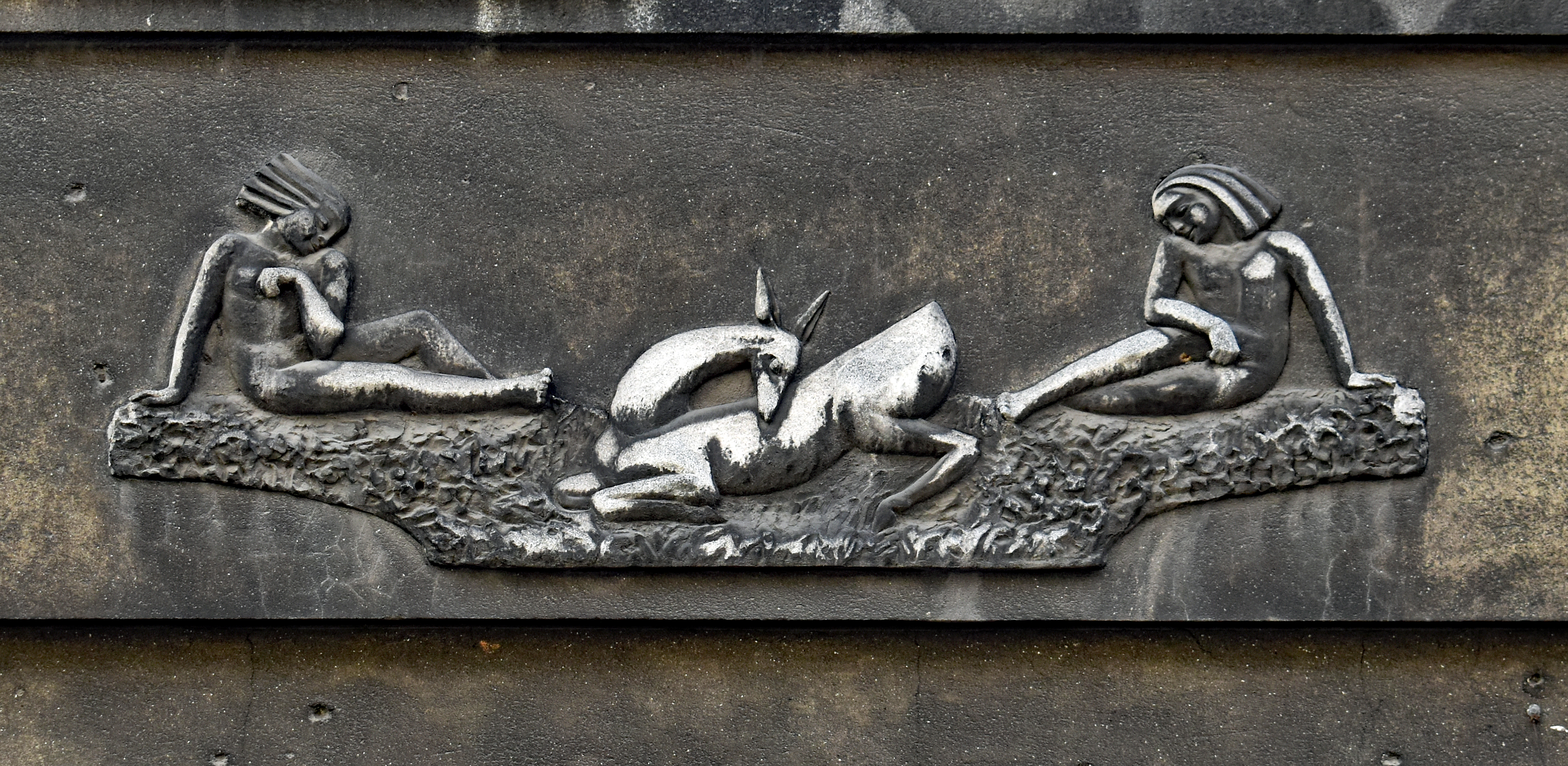
Kraków ul. Asnyka 10.
Godło domu (1936)

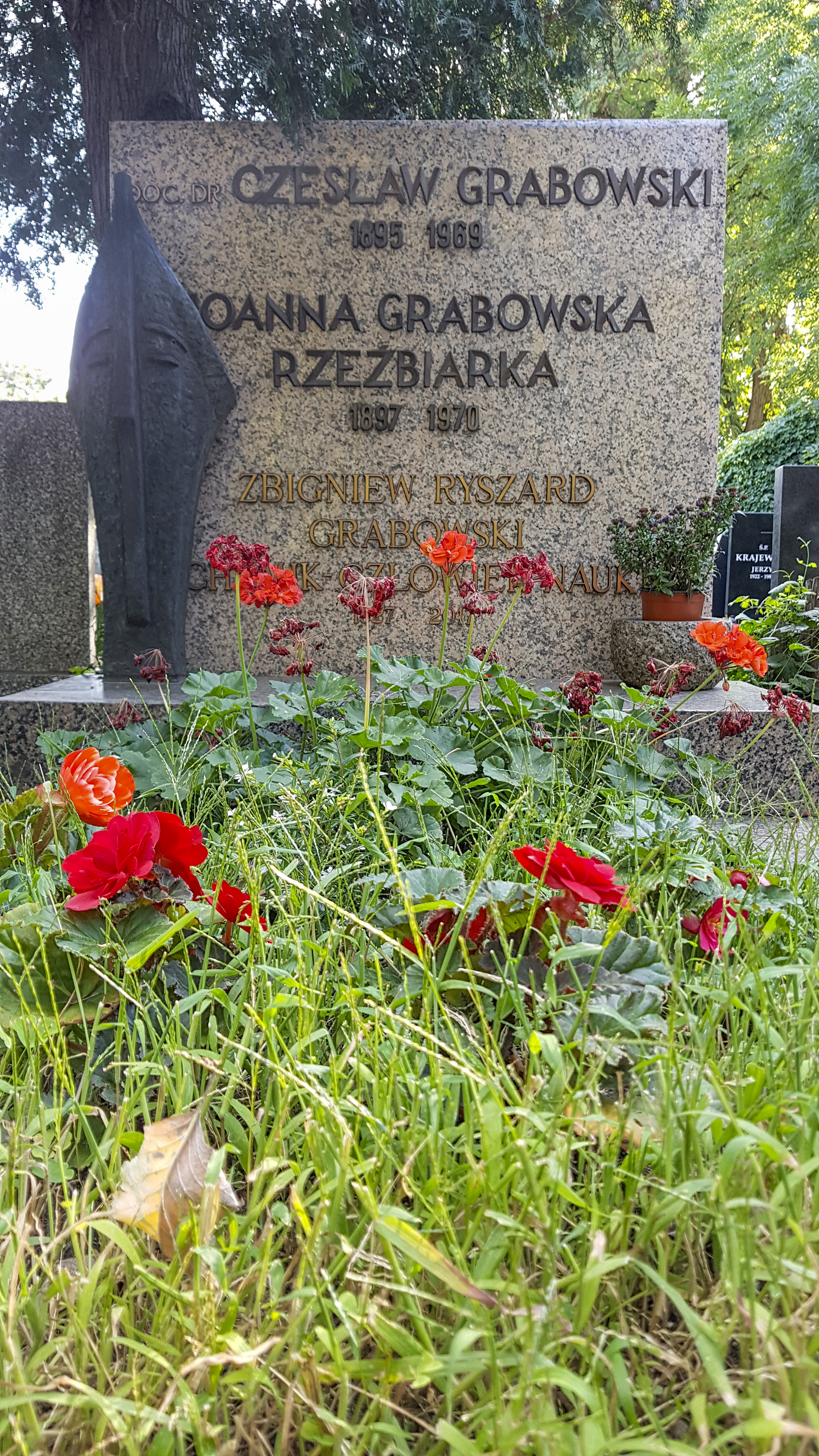
Grób Joanny Grabowskiej na Cmentarzu Wojskowym Powązki w Warszawie

Joanna Grabowska, pierw. Roma Szereszewska (ur. 26 sierpnia 1897 w Łodzi, zm. 21 grudnia 1970 w Warszawie) – rzeźbiarka, jedna z pierwszych studentek na Akademii Sztuk Pięknych w Krakowie.

## Rodzina
Rodzicami Romy byli Helena z domu Frommer urodzona w Krakowie i Adolf (Abram Chaim) Szereszew, potem posługujący się nazwiskiem Szereszewski. Oboje wyznania mojżeszowego. Miała starszą siostrę Stanisławę. Dzieciństwo i wczesną młodość spędziła w Łodzi.

## Studia
Po zdanej maturze postanowiła studiować na Akademii Sztuk Pięknych w Krakowie. Zdała egzamin i zapisała się do pracowni prof. Konstantego Laszczki. Studiowała z przerwami od 1919 do 1928 roku. Była w pracowni razem z Zofią Baltarowicz-Dzielińską, Olgą Niewską, Janiną Reichert-Toth, Natalią Milan, Zofią Mars, Izabellą Idą Koziebrodzką, a potem Balbiną Świtycz-Widacką, Anną Wallek-Walewską i Jadwigą Bartel de Weydenthal.
W 1921 roku studiowała rzeźbę na Uniwersytecie Sztuki Stosowanej w Wiedniu u prof. Antona Hanaka. Z Wiednia pisała do prof. K. Laszczki:

Od dłuższego czasu jestem we Wiedniu i prowadzę me studia pod kierunkiem prof. Hanaka. Praca ma różni się od dotychczasowej o tyle, że rzeźbię wyłącznie w drzewie i w kamieniu w celu dokładnego zapoznania się z materiałem i to bez uprzednich modelów w glinie. A ponieważ każdy materiał wymaga zupełnie innego traktowania i często po prostu dyktuje to lub inne rozwiązanie, sądzę że obrałam właściwą drogę.

W trakcie studiów wyszła za mąż za Jozue Abrahamera zwanego Szymonem, syna Izraela Abrahamera jednego z zamożniejszych ludzi w Krakowie. W 1927 roku urodziła syna Ryszarda. Po latach jej syn wspominał:

Wychowałem się w niejasnej atmosferze światopoglądowej. Ojciec był racjonalistą, agnostykiem, o sympatiach socjalistycznych, podczas gdy Matka przesiąknięta była duchem romantyzmu, otaczała kultem Marszałka Piłsudskiego, a przede wszystkim czciła piękno – i na swój głęboko indywidualny sposób poszukiwała Boga. W domu nie było żadnej religii: gdy miałem 10 lat, w największe żydowskie święta Ojciec zabierał mnie czasem do postępowej synagogi, której przewodniczącym był Dziadek, ale znacznie częściej chodziłem z naszą gosposią do kościoła, a w Boże Narodzenie była u nas zawsze choinka i śpiewało się kolędy.

Po studiach pracowała w pracowni urządzonej w jednym z pokoi, w mieszkaniu na III piętrze kamienicy przy al. Słowackiego 4 w Krakowie. Jej teść Izrael Abrahamer zamówił u niej zdobienie fasady kamienicy którą budował na ul. Asnyka 10 w Krakowie (płaskorzeźbę On i ona z sarenką). Roma wyrzeźbiła również rzeźbę (fontannę) znajdującą się na podwórku. Obydwie prace jako jedne z nielicznych przetrwały wojnę i możemy je oglądać do dzisiaj.

## Wojna
W 1942 nadarzyła się okazja, którą Abrahamerowie postanowili wykorzystać. Ich znajomy prof. Stanisław Hubert zaofiarował im dokumenty krewnych Polaków zmarłych w Brazylii, których zgon nie został zarejestrowany w Polsce. Od tego momentu Roma Szereszewska przyjęła nową tożsamość i do końca życia funkcjonowała jako Joanna Grabowska. Jej mąż Jozue Szymon Abrahamer przyjął nazwisko Czesław Grabowski.

Wbrew wszelkim oczekiwaniom antysemityzm w Polsce nie tylko nie zniknął po Zagładzie, ale się wzmógł i nabrał cech okrucieństwa. Moja Matka była głęboko przekonana, że straszne doświadczenia ostatnich lat mogą się powtórzyć. Pod jej naciskiem pozostaliśmy przy nazwisku Grabowskich.

Po wojnie rzeźbiarka posługiwała się tylko nowymi danymi pochodzącymi z dokumentów, czyli: Joanna Grabowska, urodzona 4 września 1904 roku w Złoczowie, rodzice Jan i Barbara z Fryczów, mąż Czesław. Jej artystyczne biogramy nigdy nie wspominały o dawnym życiu. Syn początkowo otrzymał dokumenty na nazwisko Zbigniew Szychowski, a po wojnie przyjął nazwisko Zbigniew Ryszard Grabowski stając się w przyszłości uznanym polskim chemikiem.

## Praca twórcza
W 1945 roku Joanna Grabowska zapisała się do Związku Polskich Artystów Plastyków. W latach 1948–1950 była wiceprezeską Warszawskiego Oddziału ZPAP. W 1948 roku jej pracę zakupiło Ministerstwo Kultury i Sztuki. Jesienią 1955 roku była na kilkutygodniowej wycieczce w Albanii, zorganizowanej przez ZPAP. Powstał tam „Dziennik albański”, w którym skrzętnie zapisywała wszystkie zdarzenia i robiła szkice. W 1956 roku otrzymała Srebrny Krzyż Zasługi. W 1959 roku zrobiła statuetkę Syrenki dla RSW „Prasa”, która była wręczana w corocznym konkursie „Dzień bez błędów”. Do końca życia rzeźbiła w pracowni na Saskiej Kępie przy ul. Obrońców.
Czesław Grabowski, jej mąż, zmarł 2 kwietnia 1969 roku. Po jego śmierci straciła radość życia. Przeżyła go o półtora roku. Zmarła 21 grudnia 1970 roku. Została pochowana na Cmentarzu Wojskowym – Powązki (kwatera A32-3-13) w Warszawie razem z mężem i synem. Spoczywa jako Joanna Grabowska. Niedaleko jej grobu znajduje się grób jej koleżanki ze studiów, jednej z pierwszych studentek na ASP w Krakowie Zofii Woźnej, która tak jak i ona przyjęła w czasie wojny nową tożsamość.
Jej wnuczka Urszula Grabowska jest absolwentką warszawskiej Akademii Sztuk Pięknych, podobnie jak i prawnuczka Helena. Jej wnuk to Jan Grabowski, profesor historii na Uniwersytecie Ottawy w Kanadzie.

## Wybrane wystawy
- 1958/1959 – Rzeźba warszawska 1945-1958, Zachęta, Warszawa[10]
- 1960 – Rzeźba polska 1945-1960, Zachęta, Warszawa[11]
- 1961/1962 – Wystawa Rzeźby z cyklu Polskie Dzieło Plastyczne w XV-lecie. PRL, Muzeum Narodowe Warszawa[12]
- 1965 – Wystawa Rzeźby i Grafiki OW ZPAP, Zachęta, Warszawa[13]